# Fabrican
Fabrican is een soort textiel uit een spuitbus. De technologie werd ontwikkeld door onderzoeker Manel Torres, die in 2003 het Londense bedrijf Fabrican Ltd. oprichtte. De stof in de spuitbus bestaat uit polymeren en natuurlijke en synthetische vezels. Zodra de stof in contact komt met de lucht, begint ze te drogen en vormt ze een niet-geweven textiel. Ze kan op verschillende ondergronden worden aangebracht.
Het materiaal werd aan het publiek getoond tijdens de modeweek van Londen in 2010 en tijdens verschillende modeshows en TED Talks. Op de Parijse modeweek 2022 kreeg een ontblote Bella Hadid voor Coperni een witte jurk opgespoten op de runway.